# Guilty (album)
Guilty to tytuł 7" płyty muzycznej wydanej przez anarchopunkowy zespół Oi Polloi ze Szkocji. Materiał został wydany w 1993 przez Ruptured Ambitions Records. Skład zespołu: Deek Allan (śpiew), Rockin' Bob Gilchrist (gitara), Euan (gitara basowa) and Murray Xmas (perkusja).

## Lista utworów
1. Guilty
2. Break The Mould
3. John Major - Fuck You
4. Bash The Fash